# Klockgjuteri

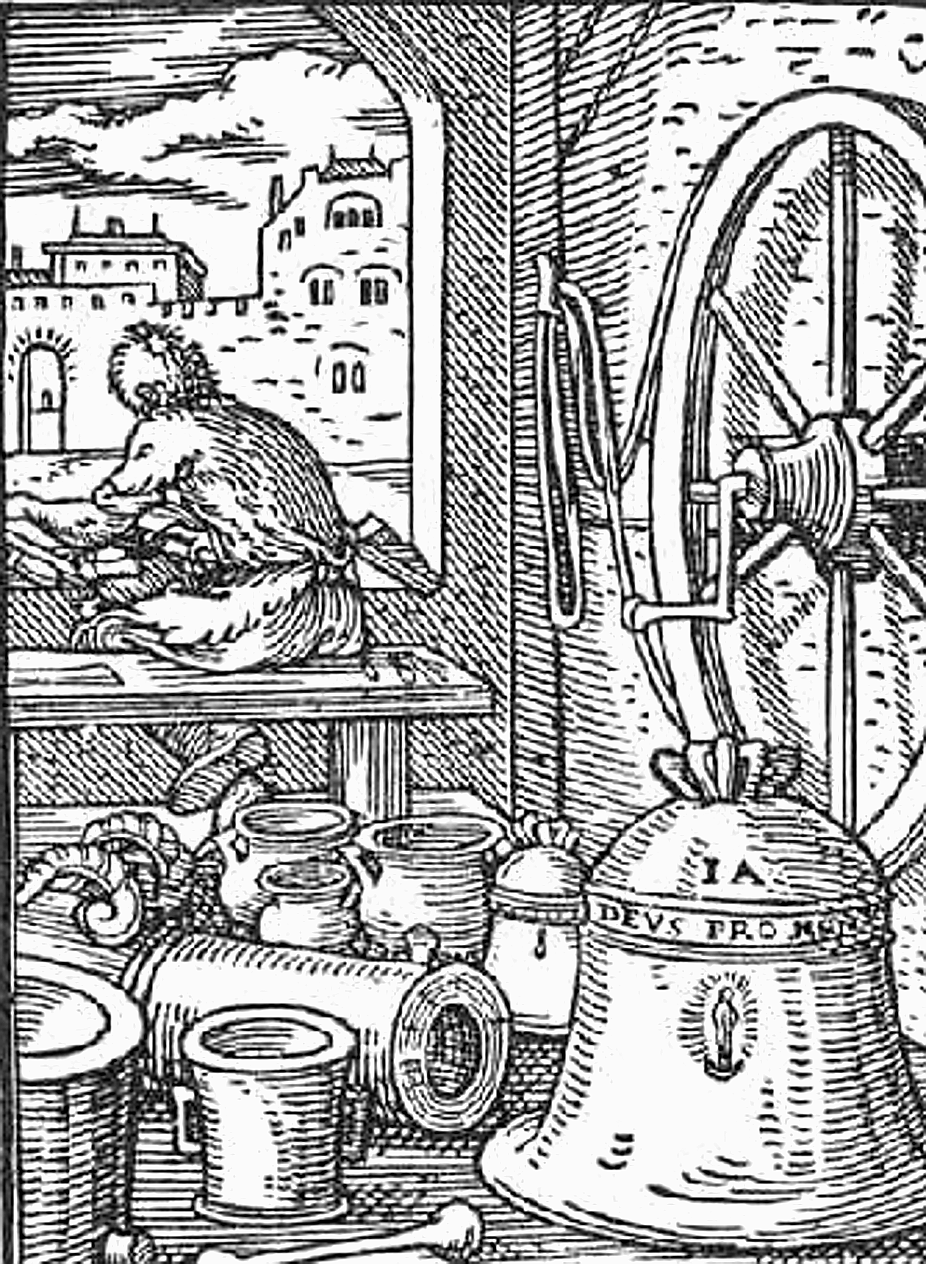
Tysk klockgjuteri år 1568

Klockgjuteri är ett  hantverk inriktat på gjutning och produktion av klockor, bland annat  kyrkklockor. För klockgjutning används en speciell bronslegering.  
1626 kan ses som ett märkesår i svensk klockgjutningshistoria. Då bildades nämligen Klock-, Kron- och Styckgjutarämbetet i Stockholm. Regeringen lät inkalla utländska mästare, som fick stor betydelse för yrkets utveckling i Sverige.
Den främste av dem kan anses vara Gerdt Meyer, som kom till Sverige på 1630-talet. Han startade Meyerska Styckgjuteriet vid Hötorget i Stockholm, som under sekler tillverkade många klockor i Sverige. Detta gjuteri flyttades 1799 till Marieberg i Stockholm och 1815 levererades exempelvis fyra stora klockor till Göteborgs domkyrka därifrån, varav de tre mindre är bevarade.
Klockgjutningens historia ledde senare till allt fler dekorationer och inskrifter på klockmantlarna, vilket nådde sin kulmen under 1700- och 1800-talet. Under 1900-talet har man gått tillbaka till enklare former för utformning av dekorationerna.
Idag finns i Sverige klockgjuterierna Skånska Klock- & Konstgjuteriet AB i Hammenhög, Bergholtz klockgjuteri i Sigtuna och M & O Ohlssons klockgjuteri i Ystad.
I Norge finns ett klockgjuteri, Olsen Nauen Klokkestøperi i Tønsberg.